# Nepenthes inermis
Nepenthes inermis ist eine fleischfressende Pflanze aus der Gattung der Kannenpflanzen (Nepenthes). Sie kommt ausschließlich auf Sumatra vor und ist nur wenig erforscht.

## Beschreibung
Nepenthes inermis ist eine ausdauernde, immergrüne, kletternde Pflanze. Die Stängel sind 3 bis 5 mm dick, unregelmäßig geformt und im Querschnitt stumpfwinklig dreieckig.
Die lanzettlich-spatelförmigen, spitzen oder stumpfen, zum Ansatz hin keilförmig sich verjüngenden Blätter der kletternden Triebe sind dünn, ledrig und ungestielt, 5 bis 12 Zentimeter lang und 1 bis 1,5 Zentimeter breit. Der Blattansatz umfasst den Stängel zu einem Drittel bis zur Hälfte. Die Blattaderung ist unregelmäßig netzartig. Meist entspringen je Seite drei Längsadern aus dem Blattansatz, die in der äußeren Hälfte der Blattspreite zueinander parallel verlaufen. Die Ranken sind ebenso lang bis doppelt so lang wie die Spreite, eine Schlinge kann vorhanden sein.
Über die Bodenkannen ist kaum etwas bekannt. Nach Beobachtungen in der Natur sind sie sehr klein und ihr Peristom ähnelt jenem von Nepenthes lowii. Eine Aufsammlung hat jedoch bisher nicht stattgefunden.
Die grünen Luftkannen sind 5 bis 9 Zentimeter hoch, im unteren Teil röhrenförmig bis schwach trompetenförmig, im oberen Teil trompetenförmig. Flügel fehlen, die Rippen sind unscheinbar. Die seitlich leicht zusammengedrückte Kannenöffnung misst bis zu 5 Zentimeter im Durchmesser. Ein Peristom fehlt fast vollständig und ist nur als schwacher Kranz von rund 0,2 Millimeter Breite ausgeprägt. Die innere Oberfläche ist fast gänzlich mit je Quadratzentimeter 600 bis 900 winzigen, leicht aufgewölbten Drüsen besetzt, wodurch die Kannenaußenseite leicht „hammerschlagartig“ wirkt. Der rot-braun gefleckte Deckel ist sehr schmal keilförmig, bis zu 5 Zentimeter lang und unterhalb der abgerundeten Spitze 0,3 bis 0,4 Zentimeter breit. Die Unterseite enthält viele Drüsen, nahe der Mittelrippe sind diese länglich-rund, zum Rand hin rund. Der Sporn ist 3 bis 4 Millimeter lang, unverzweigt und setzt nah am Deckel an.
Die männlichen Blütenstände sind keilförmige Trauben. Der Blütenstand ist 5 Zentimeter, die Blütenstandsachse 12 Zentimeter lang, am Ansatz misst sie im Durchmesser 1,5 Millimeter. Die Blütenstiele sind einblütig, unten und in der Mitte um die 8 Millimeter lang, nach oben hin werden sie kürzer, die höchsten messen um die 4 Millimeter. Die unteren Blütenstiele weisen oberhalb des Ansatzes kleine, fadenförmige Tragblätter auf. Die Blütenhüllblätter sind länglich-rund bis lanzettlich, spitz zulaufend und rund 3 Millimeter lang und 1 Millimeter breit. Die Staubblätter sind inklusive der Staubbeutel bis zu 4 Millimeter lang.
Die weiblichen Blütenstände gleichen den männlichen, sind aber etwas kürzer, Blütenschaft und Blütenstiele sind rund 3 Zentimeter lang. Der dicht behaarte Fruchtknoten ist ungestielt. Die Frucht ist am Ansatz weniger stark verjüngt als zur Spitze.

## Verbreitung
Nepenthes inermis wächst ausschließlich auf Sumatra in Höhenlagen zwischen 2300 und 2590 Meter in moosigen Wäldern.

## Ökologie
Als eine der wenigen bekannten Arten der Gattung wächst Nepenthes inermis epiphytisch. Hopkins, Maulder und Salmon sichteten Exemplare gehäuft hoch in Bäumen.
Die Kannen duften stark süß und aromatisch, der Prozentsatz an Beutetieren aus der Gruppe der Zweiflügler ist im Vergleich zu anderen Arten Sumatras relativ hoch. Die in den Kannen enthaltene Verdauungsflüssigkeit ist äußerst viskos, so dass sie extrem lange Fäden ziehen kann. Versuche in Kultur konnten belegen, dass sich aufgrund der Form der Kannen und der sehr zähflüssigen Fangflüssigkeit kein Regenwasser in den Kannen sammeln und die Beute auswaschen kann.

## Systematik
Nepenthes inermis wurde 1928 von dem Naturforscher Benedictus Hubertus Danser erstbeschrieben, das Artepitheton ist dem lateinischen Wort in-armus (zu deutsch „unbewaffnet“, „unbewehrt“) entliehen.